# Ranoidea nyakalensis
Ranoidea nyakalensis is een kikkersoort uit het geslacht Ranoidea en de familie Pelodryadidae. De soort werd lange tijd tot de familie boomkikkers (Hylidae) en het geslacht Litoria gerekend. In de literatuur wordt daarom vaak de verouderde situatie vermeld. De soort werd voor het eerst wetenschappelijk beschreven door David S. Liem in 1974. Later is de wetenschappelijke naam Mosleyia nyakalensis wel gebruikt.
Ranoidea nyakalensis was een bewoner van regenwouden, de soort komt endemisch voor in Australië. De soort is voor het laatst waargenomen in 1990. De soort was vrij algemeen maar is in korte tijd extreem afgenomen in populatiegrootte door chytridiomycose en is waarschijnlijk daardoor uitgestorven. Mogelijk speelden ook uitgezette varkens een rol, deze tastten de natuurlijke habitat van de kikker aan.